# Seč
Seč  (vrbovnik; lat. Isatis), rod jednogodišnjeg i dvogodišnjeg raslinja i trajnica iz porodice krstašica raširena po Euroaziji i sjevernoj Africi.
Na popisu je 93 vrsta, u Hrvatskoj jedna, bojadisarski seč, I. tinctoria, autohtona u Europi i Aziji, a uvezena je u SAD, Kanadu, Peru, Čile i još neke države.

## Vrste
1. Isatis apennina Ten. ex Grande
2. Isatis amani Davis
3. Isatis apscheronica N.Busch
4. Isatis aptera (Boiss. & Heldr.) Al-Shehbaz, Moazzeni & Mumm.
5. Isatis arenaria Azn.
6. Isatis armena L.
7. Isatis arnoldiana N.Busch
8. Isatis aucheri Boiss.
9. Isatis biscutellifolia Boiss. & Buhse
10. Isatis bitlisica Davis
11. Isatis boissierana Rchb.f.
12. Isatis brachycarpa C.A.Mey.
13. Isatis brevipes (Bunge) Jafri
14. Isatis bullata Aitch. & Hemsl.
15. Isatis bungeana Seidlitz
16. Isatis buschiana Schischk.
17. Isatis buschiorum Hovh.
18. Isatis callifera Boiss. & Balansa
19. Isatis campylocarpa Boiss.
20. Isatis canaliculata (Vassilcz.) V.V.Botschantz.
21. Isatis candolleana Boiss.
22. Isatis cappadocica Desv.
23. Isatis cardiocarpa (Trautv.) Al-Shehbaz, Moazzeni & Mumm.
24. Isatis caucasica (Rupr.) N.Busch
25. Isatis cochlearis Boiss.
26. Isatis constricta Davis
27. Isatis costata C.A.Mey.
28. Isatis davisiana H.Misirdali ex P.H.Davis, R.R.Mill & Kit Tan
29. Isatis demiriziana H.Misirdali ex P.H.Davis, R.R.Mill & Kit Tan
30. Isatis densiflora (Bunge ex Boiss.) D.A.German
31. Isatis deserti (N.Busch) V.V.Botschantz.
32. Isatis djurdjurae Coss. & Durieu
33. Isatis elegans (Boiss.) Hadac & Chrtek
34. Isatis emarginata Kar. & Kir.
35. Isatis ermenekensis Yild.
36. Isatis erzurumica Davis
37. Isatis floribunda Boiss. ex Bornm.
38. Isatis frigida Boiss. & Kotschy
39. Isatis frutescens Kar. & Kir.
40. Isatis gaubae Bornm.
41. Isatis glastifolia (Fisch. & C.A.Mey.) Al-Shehbaz, Moazzeni & Mumm.
42. Isatis glauca Aucher ex Boiss.
43. Isatis grammotis Kit Tan
44. Isatis gymnocarpa (Fisch. ex DC.) Al-Shehbaz, Moazzeni & Mumm.
45. Isatis harsukhii O.E.Schulz
46. Isatis hirtocalyx Franch.
47. Isatis huber-morathii Davis
48. Isatis iberica Steven
49. Isatis jacutensis (N.Busch) N.Busch
50. Isatis karjaginii Schischk.
51. Isatis kotschyana Boiss. & Hohen.
52. Isatis kozlovskyi Grossh.
53. Isatis laevigata Trautv.
54. Isatis latisiliqua Steven
55. Isatis leuconeura Boiss. & Buhse
56. Isatis littoralis Steven
57. Isatis lockmanniana Kotschy ex Boiss.
58. Isatis lusitanica L.
59. Isatis mardinensis Davis & H.Misirdali
60. Isatis maxima Pavlov
61. Isatis microcarpa J.Gay ex Boiss.
62. Isatis minima Bunge
63. Isatis multicaulis (Kar. & Kir.) Jafri
64. Isatis oblongata DC.
65. Isatis odontogera (Bordz.) D.A.German
66. Isatis ornithorhynchus N.Busch
67. Isatis pachycarpa Rech.f., Aellen & Esfand.
68. Isatis pinnatiloba P.H.Davis
69. Isatis platyloba Link ex Steud.
70. Isatis praecox Kit. ex Tratt.
71. Isatis quadrialata Al-Shehbaz, Moazzeni & Mumm.
72. Isatis raimondoi Di Grist., Scafidi & Domina
73. Isatis raphanifolia Boiss.
74. Isatis reticulata C.A.Mey.
75. Isatis rugulosa Bunge ex Boiss.
76. Isatis sabulosa Steven ex Ledeb.
77. Isatis sevangensis N.Busch
78. Isatis spatella Davis
79. Isatis spectabilis Davis
80. Isatis steveniana Trautv.
81. Isatis stocksii Boiss.
82. Isatis stylophora (Jaub. & Spach) Hadac & Chrtek
83. Isatis subdidyma (N.Busch) V.E.Avet.
84. Isatis subradiata Rupr.
85. Isatis takhtajanii Avetisyan
86. Isatis taurica M.Bieb.
87. Isatis tinctoria L.
88. Isatis tomentella Boiss. & Balansa
89. Isatis trachycarpa Trautv.
90. Isatis turcica (Yild.) comb.ined.
91. Isatis turcomanica Korsh.
92. Isatis undulata Aucher ex Boiss.
93. Isatis zarrei Al-Shehbaz, Moazzeni & Mumm.